# 522
522（五百二十二、ごひゃくにじゅうに）は自然数、また整数において、521の次で523の前の数である。

## 性質
- 522は合成数であり、約数は1, 2, 3, 6, 9, 18, 29, 58, 87, 174, 261, 522である。
  - 約数の和は1170。
    - 126番目の過剰数である。1つ前は520、次は528。
- 6つの連続する素数の和で表せる21番目の数である。1つ前は492、次は552。
522 = 73 + 79 + 83 + 89 + 97 + 101
- 137番目のハーシャッド数である。1つ前は518、次は531。
  - 9を基とする43番目のハーシャッド数である。1つ前は513、次は531。
- 約数の和が522になる数は2個ある。(346, 521) 約数の和2個で表せる39番目の数である。1つ前は492、次は532。
- 1～25までの約数の和である。1つ前は491、次は564。
- 522 = 92 + 212
  - 異なる2つの平方数の和で表せる156番目の数である。1つ前は521、次は530。(オンライン整数列大辞典の数列 A004431)
- 522 = 12 + 112 + 202 = 82 + 132 + 172
  - 3つの平方数の和2通りで表せる119番目の数である。1つ前は500、次は528。(オンライン整数列大辞典の数列 A025322)
  - 異なる3つの平方数の和2通りで表せる102番目の数である。1つ前は516、次は523。(オンライン整数列大辞典の数列 A025340)
- 4つの平方数の和30通りで表せる最小の数である。次は678。
  - 4つの平方数の和 n 通りで表せる最小の数である。1つ前の29通りは618、次の31通りは594。(オンライン整数列大辞典の数列 A025416)
- 522 = 13 + 13 + 23 + 83 = 33 + 33 + 53 + 73
  - 4つの正の数の立方数の和で表せる130番目の数である。1つ前は515、次は523。(オンライン整数列大辞典の数列 A003327)
- すべての桁が素数である53番目の数である。1つ前は377、次は523。(オンライン整数列大辞典の数列 A046034)
  - すべての桁が素数の数が合成数となる37番目の数である。1つ前は377、次は525。（オンライン整数列大辞典の数列 A61371）
- n = 522 のとき n と n − 1 を並べた数を作ると素数になる。n と n − 1 を並べた数が素数になる59番目の数である。1つ前は514、次は528。(オンライン整数列大辞典の数列 A054211)
- n = 522 のとき n と n + 1 を並べた数を作ると素数になる。n と n + 1 を並べた数が素数になる66番目の数である。1つ前は516、次は530。(オンライン整数列大辞典の数列 A030457)
  - n = 522 のとき n と n − 1 および n と n + 1 を並べた数が素数になる14番目の数である。1つ前は420、次は540。(オンライン整数列大辞典の数列 A068700)
例．522521 と 522523 は素数。またこの2つの素数は双子素数である。
- 522 = 29 + 10
  - n = 9 のときの 2n + n + 1 の値とみたとき1つ前は265、次は1035。(オンライン整数列大辞典の数列 A005126)
- 522 = 2 × 32 × 29
  - 3つの異なる素因数の積で p2 × q × r の形で表せる35番目の数である。1つ前は516、次は525。(オンライン整数列大辞典の数列 A085987)

## その他 522 に関連すること
- 西暦522年
- 紀元前522年
- ヘリオス航空522便墜落事故
- 522号線 (オーストリア)